# Slatina (Šmartno ob Paki, Slovenija)
Slatina je naselje u slovenskoj Općini Šmartnom ob Paki. Slatina se nalazi u pokrajini Štajerskoj i statističkoj regiji Savinjskoj. 

## Stanovništvo
Prema popisu stanovništva iz 2002. godine naselje je imalo 211 stanovnika.